# San Ardo (Kalifornija)
San Ardo je naseljeno područje za statističke svrhe u američkoj saveznoj državi Kalifornija. Prema popisu stanovništva iz 2010. u njemu je živjelo 517 stanovnika.